# Amplificatore stereo integrato

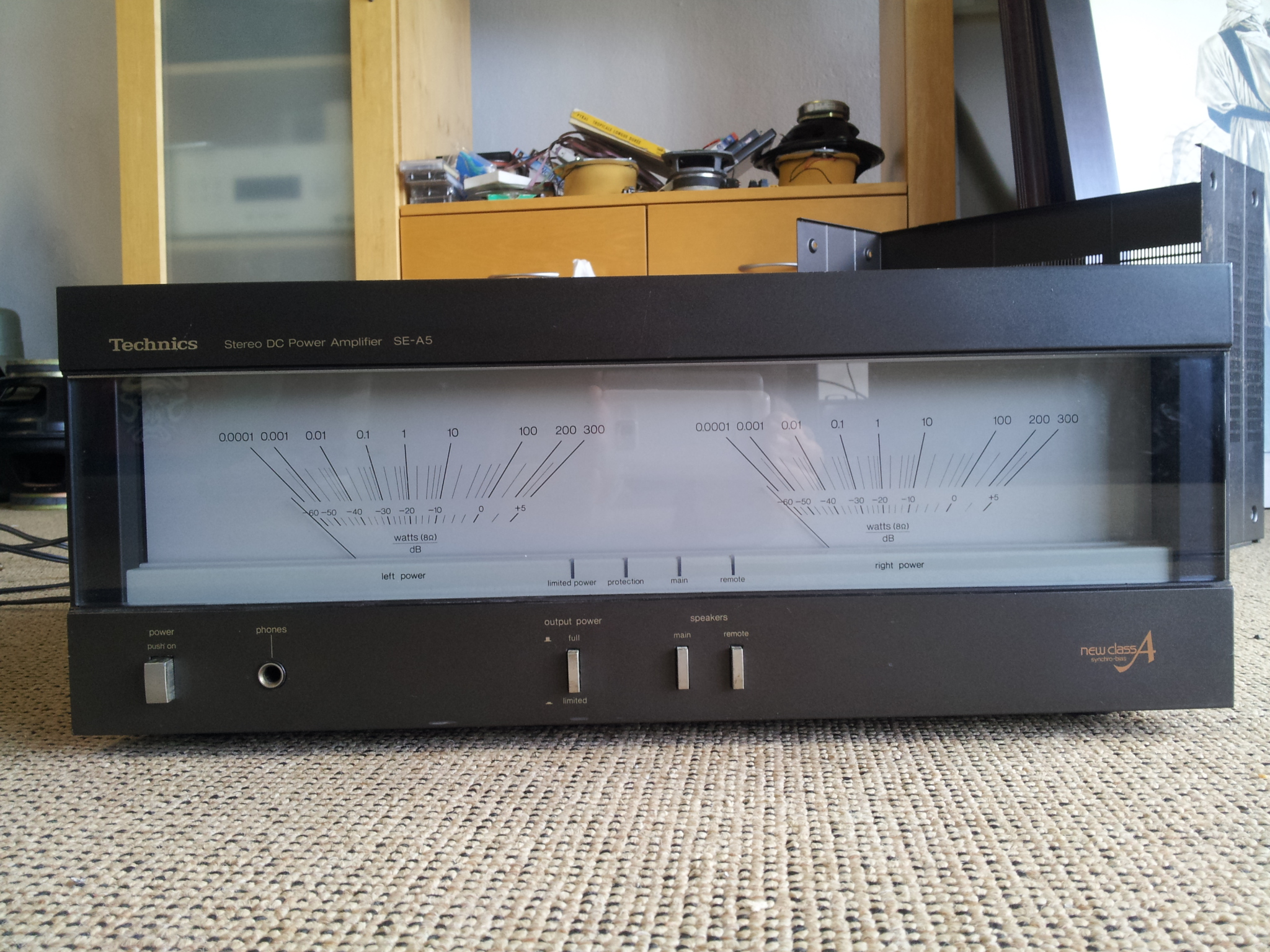
Amplificatore Technics

L'amplificatore stereo integrato è un componente di un impianto Hi-Fi costituito da un circuito elettronico preposto all'amplificazione del debole segnale musicale proveniente da un sintonizzatore radio, supporti a disco, nastro magnetico o memorie elettroniche. Nelle versioni più economiche l'amplificatore può essere integrato dentro ad un unico mobiletto contenente anche i vari lettori e il sintonizzatore radio, questi piccoli sistemi vengono definiti mini Hi-Fi o micro Hi-Fi.
La stessa definizione viene data ad apparecchi aventi stessa funzione ma destinati ad essere inseriti in impianti audio a componenti separati, qualitativamente molto superiori, per distinguerli dalla tipologia di amplificazione a due telai, ovvero preamplificatore e finale di potenza, il collegamento elettrico tra i vari dispositivi può essere effettuato con due tipologie di cavo, il primo, definito sbilanciato, necessita di una coppia di cavi coassiali, terminati con connettori RCA, la seconda tipologia, adottata su componenti di classe più elevata, adottata anche nel settore professionale, è costituita da un unico cavo coassiale definito bilanciato, terminato con connettori XLR.
Gli amplificatori integrati, inoltre, possono essere inglobati all'interno di diffusori acustici, questi si dicono "casse attive". Un esempio comune di casse attive sono le piccole casse da computer.
Il primo amplificatore integrato a sé stante è stato lanciato nel 1962 dalla Pioneer Corporation.

## Funzionamento
Appena uscita l'onda sonora dal lettore, questa passa per l'amplificatore che la condiziona (eventuale bilanciamento toni ed amplificazione) per venire poi riprodotta dai diffusori ad esso collegati.

### Funzioni
- Regolazione dei toni bassi
- Regolazione dei toni alti
- Regolazione dell'intensità del suono (volume)
- Bilanciamento dei due canali

## Sorgenti
Le sorgenti o fonti sono i lettori collegati ad un amplificatore integrato. Nei mini e micro Hi-Fi, in quanto i lettori sono integrati in un unico dispositivo, le sorgenti vengono chiamati "funzioni" (in inglese function).
Un tipico amplificatore integrato a componenti separati presenta 5 sorgenti:
- CD (per il collegamento di un lettore CD)
- Tape (per il collegamento di un registratore magnetico o un riproduttore di cassette)
- Tuner (per il collegamento di un sintonizzatore radio)
- Phono (per il collegamento di un giradischi)
- Aux o line (entrata generica)

Il riproduttore di cassette, per il collegamento richiede due cavi RCA, uno in entrata all'amplificatore per la riproduzione e uno in uscita dall'amplificatore per la registrazione.
L'amplificatore dei mini Hi-Fi e i micro Hi-Fi presenta normalmente solo una entrata per un lettore separato, ovvero l'Aux.

## Estetica di un amplificatore

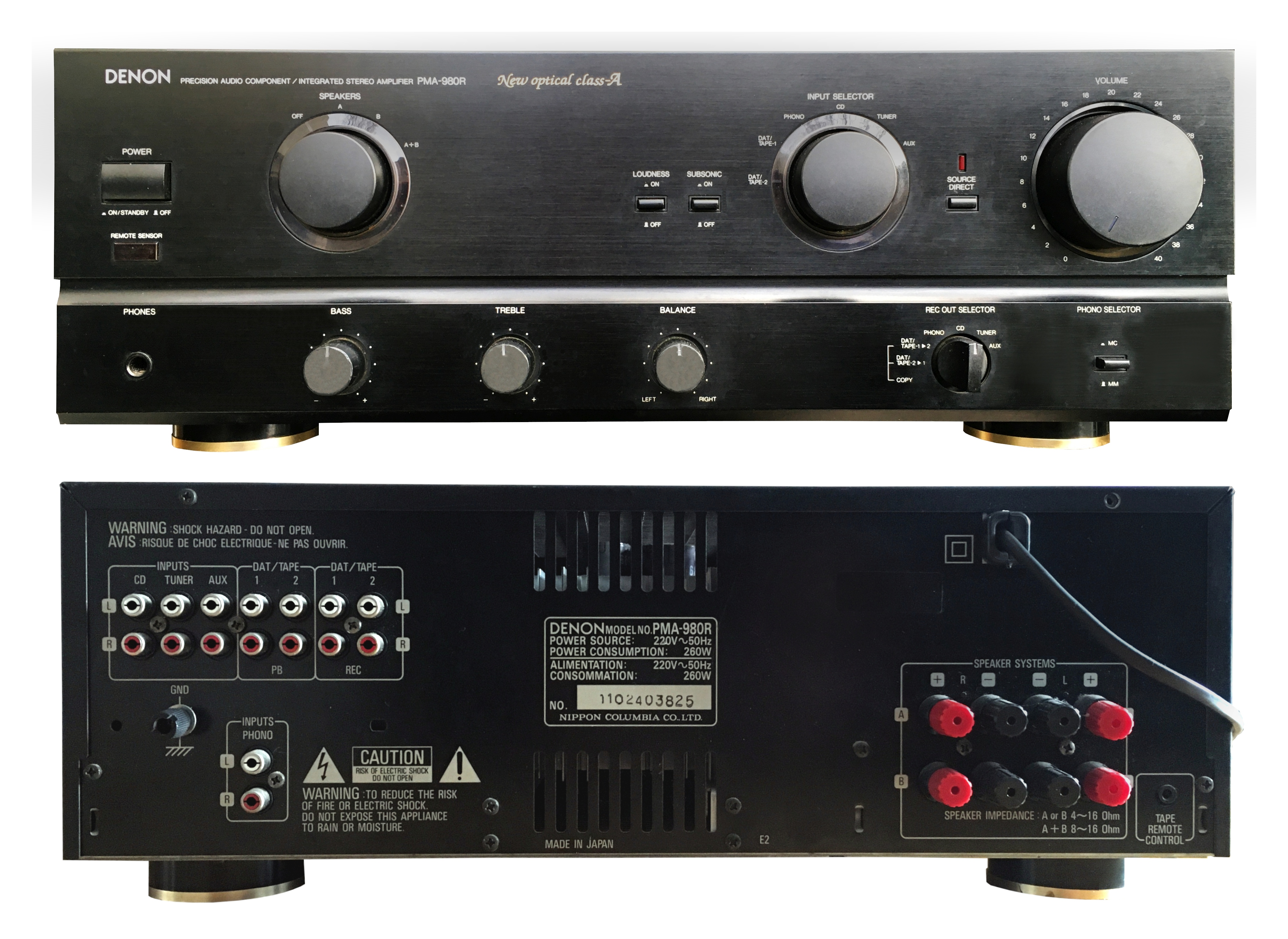
Ampli integrato, fronte e retro

### Fronte
Sulla parte anteriore l'amplificatore presenta tutti i comandi, ovvero le manopole e i pulsanti per la regolazione del suono, i pulsanti o la manopola per la scelta della sorgente e i pulsanti per scegliere il canale dei diffusori, può essere presente una presa Jack per l'ascolto in cuffia.
Le manopole si dividono in volume, bilanciamento e controlli di tono
Il volume serve per regolare la potenza da erogare, il bilanciamento permette di focalizzare la scena sonora stereofonica al centro di ascolto (solo nel caso di amplificatori stereo) mentre i controlli di tono permettono mediante filtri o processori, di aumentare (solitamente di +/- 5 dB) il livello delle frequenze alte o basse del suono.
Spesso è facile trovare anche il tasto loudness, preposto ad aumentare leggermente il livello delle frequenze agli estremi di banda, compensando la non linearità dell'orecchio, favorendo l'ascolto a basso volume (diagramma di uguale intensità sonora).
Nei prodotti consumer, è di importanza primaria la presenza del tasto Direct o Source Direct che permette di bypassare i controlli di tono per ottenere un suono il più fedele possibile a quello presente nel brano registrato.
Gli amplificatori più moderni possono presentare un display. In questo caso le regolazioni si effettuano tramite i vari menu.

### Retro
Sulla parte posteriore, l'amplificatore presenta i vari connettori RCA o XLR per il collegamento alle sorgenti, i morsetti per il collegamento del cavo dei diffusori e la presa jack 3.5 per collegare i lettori al sensore del telecomando (questo funziona solo nel caso in cui i componenti siano della stessa marca dell'amplificatore). Negli amplificatori più vecchi è possibile trovare delle prese di corrente alle quali collegare le spine dei vari lettori consentendo lo spegnimento di tutti i componenti appena spento l'amplificatore.

## Watt
La potenza del suono emessa da un amplificatore si misura in watt.
È importante sottolineare che la posizione di lavoro ottimale del potenziometro di volume, si ottiene tra la metà e i 3/4 di giro, l'escursione ulteriore può essere necessaria con segnali registrati a livello particolarmente basso.

## Precauzioni per l'uso
Un amplificatore hi-fi, proprio per il compito che svolge, produce una certa quantità di calore, per questo motivo è preferibile assicurare allo stesso una adeguata ventilazione onde evitare pericolosi surriscaldamenti.
È sconsigliabile inoltre appoggiare sullo stesso oggetti contenenti liquidi che, versandosi potrebbero provocare gravi danni all'amplificatore.
Durante l'installazione di un amplificatore hi-fi, non collegare mai la spina di rete prima di essersi assicurati che i cavi delle casse siano collegati in modo sicuro e che abbiano il valore di impedenza corretto, altrimenti possono verificarsi surriscaldamenti e gravi danni alla sezione finale dell'amplificatore stesso.